# Ŝ
Ŝ, Ŝŝ – litera alfabetu łacińskiego używana w Esperanto przypisana spółgłosce [ʃ]. Jej wymowa odpowiada wymowie dwuznaku sz w języku polskim. 
W h systemie (zalecanym w "Fundamento de Esperanto") zastępuje się tę literę przez sh. W x systemie litera ŝ jest zastępowana przez sx.  